# Le Feuillet de Saint-Pétersbourg

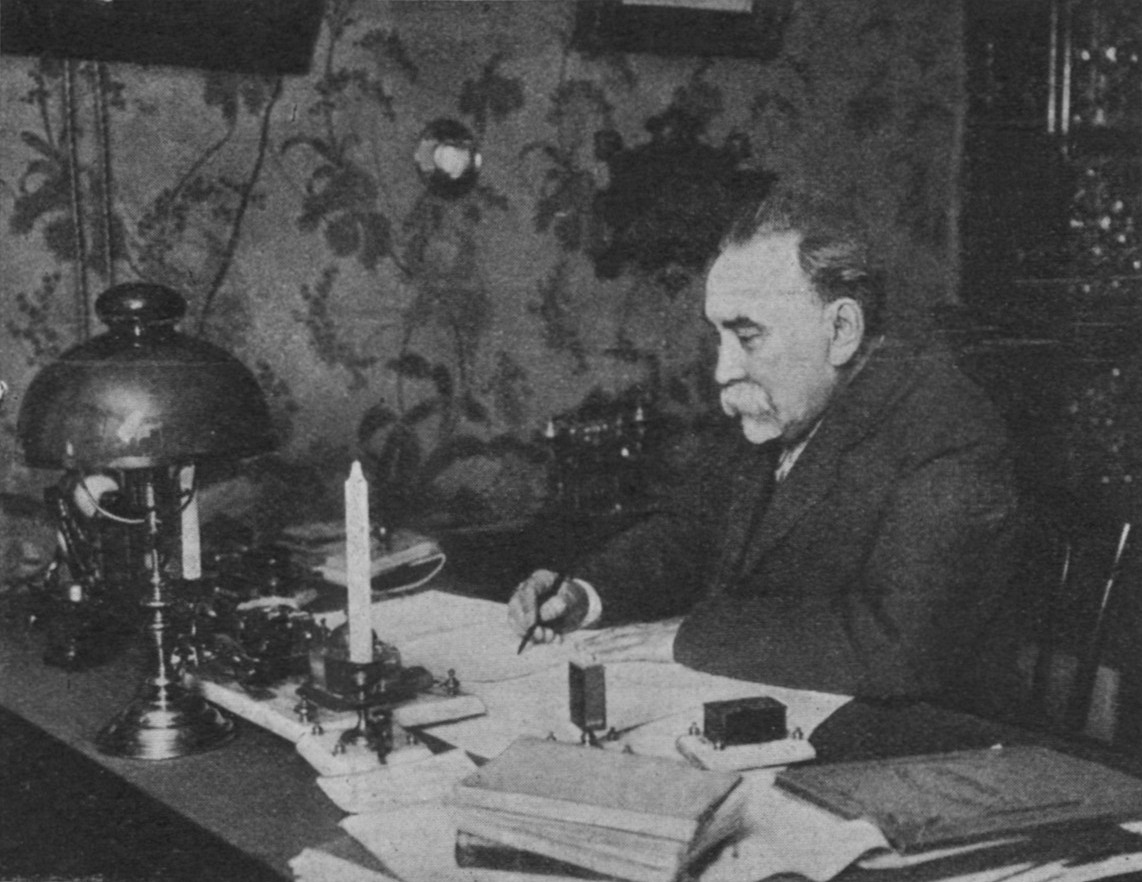
N. A. Skrobotov à son bureau dans la rédaction du journal Le Feuillet de Saint-Pétersbourg, 1909

Le Feuillet de Saint-Pétersbourg (russe : «Петербургский листок») est un journal politique, social et littéraire de Saint-Pétersbourg, qui paraît de 1864 à 1918.  

## Historique
Le journal est fondé par les frères N. et A. Zaroudny. Ils en confient la rédaction à Alexandre Afanassiev-Tchoujbinskiqui s'en retire au bout d'un an, et est remplacé par V. M. Sikevitch, qui laisse trois mois plus tard sa place à Ilia Arseniev (ru). 
Après un conflit judiciaire entre Ilia Arseniev et les collaborateurs et les créanciers du Feuillet de Saint-Pétersbourg, A. Zaroundny reprend le contrôle du journal. La publication acquiert une plus grande ampleur, et des suppléments littéraires mensuels commencent à paraître.  
Alexandre Sokolov prend la direction et devient l'éditeur du journal  le 1er août 1868. Il délègue les responsabilités éditoriales à V. A. Vladimirski, conjointement avec  Mikhaïl Stopanovsky (jusqu'à mi-1877) et lui même (jusqu'en 1884). En 1876, la propriété du journal passe à Alexandre Vladimirski (ru). Après le départ causé par un scandale, il devient le seul éditeur du journal. 
À partir 1868, le comité de rédaction du Feuillet de Saint-Pétersbourg comprend A. Souponev, A. Sokolov, et P. A. Zaroubine, et à partir de 1886, N. A. Skrobotov.  
En 1876, la publication du Feuillet de Saint-Pétersbourg est suspendue, après trois avertissements, pour deux mois. 
Le journal est initialement publié quatre fois par semaine, cinq fois à partir de 1871 et tous les jours après 1882. À partir d'août 1914, la publication est renommée Le Feuillet de Petrograd. Il cesse de paraître en 1917. 
Le critique A. A. Izmaïlov et « Diadia Mitaï » («Дядя Митяй») ont fait partie auteurs du journal.